# Fidžijski jezik
Fidžijski jezik (ISO 639-3: fij; naziva se i istočnofidžijski ili standardni fidžijski; fiđijski), najvažniji od istočnofidžijskih jezika kojim govori oko 336 960 ljudi na Fidžiju na otocima Viti Levu, Kadavu, Vanua Levu, Nayau, Lakeba, Oneata, Moce, Komo, Namuka, Kabara, Vulaga, Ogea i Vatoa. Također se govori i po drugim državama: Nauru, Novi Zeland, SAD i Vanuatu.
Fidžijski ima osam dijalekata, to su: kadavu (ono, tavuki, nabukelevu) [fij-kad], jugoistočni viti levu (waidina, lutu, nandrau, naimasimasi) [fij-sou], bau (bauan, mbau) [fij-bau], sjeveroistočni viti levu (tokaimalo, namena, lovoni) [fij-vor], centralni vanua levu (baaravi, seaqaaqaa, nabalebale, savusavu) [fij-cen], sjeveroistočni vanua levu (labasa, dogotuki saqani, korolau) [fij-nor], jugoistočni vanua levu (navatu-c, tunuloa, naweni, baumaa) [fij-nou)], zapadni vanua levu (navatu-b, soolevu, bua, navakasiga) [fij-wes].

## Vanjske poveznice
- Ethnologue (14th)
- Ethnologue (15th)